# (5955) Khromchenko
(5955) Khromchenko (1987 RT3) – planetoida z pasa głównego asteroid okrążająca Słońce w ciągu 4,7 lat w średniej odległości 2,8 j.a. Odkryta 2 września 1987 roku.